# Aeropuerto Internacional de Bohol-Panglao
El Aeropuerto Internacional de Bohol-Panglao (en tagalo: Paliparang Pandaigdig ng Pulo ng Panglao; también llamado Nuevo Aeropuerto Internacional de Bohol o bien Aeropuerto Internacional de Tagbilaran) es un aeropuerto que se construirá en la isla de Panglao, en la provincia de Bohol, Filipinas. Se tiene la intención de convertirlo en el aeropuerto internacional de Bohol para apoyar su industria del turismo , especialmente en la isla de Panglao que está siendo promovida como un destino alternativo para la isla de Boracay, y cuando se abría el nuevo espacio, reemplazará al aeropuerto de Tagbilaran.
La infraestructura está cerca del aeropuerto de Tagbilaran en Tagbilaran que sirve como puerta de entrada a la isla de Panglao y el resto del territorio firme de Bohol para los viajeros aéreos nacionales . También esta a menos de tres horas de viaje del aeropuerto internacional de Cebú , que es una puerta de entrada a las Filipinas central para los turistas internacionales. Se espera que este listo entre 2016 y 2017.